# Каракачански етнографски музей
Каракачанският етнографски музей (на гръцки: Λαογραφικό Μουσείο Σαρακατσάνων) е музей в македонския град Сяр (Серес), Гърция.

## История
Музеят се намира на улица „Константинуполис“ № 62 в северната махала Свети Антоний. Основан е в 1979 година на първия етаж в стара сграда. В 1983 година музеят заема и втория етаж и организира първия си научен симпозиум – „Каракачаните – едно гръцко номадско население“, трудовете от който са издадени в 1984 година. През същата година музеят получава златния медал на Ротари клуб в Солун, а в 1987 година влиза в топ 18 на европейската награда „Музей на годината“. С увеличаването на музейните материали се появява и нужда от нова сграда. В 1997 година музеят се мести в сегашната си двуетажна сграда, построена специално за музей.

## Описание
Целта на музея е да покаже традиционния бит на каракачаните в Източна Македония. Експонатите са дарения. На приземния етаж е пресъздадена цятура – каракачанска палатка, използвана на път, както и колибите, които каракачаните правят за живот лятно време, в които се произвежда сирене. На първия етаж са изложени инструменти и приспособления, свързани с целия процес на тъкането до крайния продукт – чаршафи, китеници и прочее. Изложени са и много каракачански женски и мъжки носии. Музеят има и колекция от стари фотографии, колекция от традиционни каракачански песни и зала за ауди-визуални представления.
- Експонати
- Каракачански носии
- Цятура – каракачанска палатка
- Каракачански колиби